# Панопея (город)
Панопея (др.-греч. Πανοπεύς) — древнегреческий город в древней Фокиде, около границы с древней Беотией и на дороге между Давлидой и Херонией. Павсаний отмечал, что Панопея находилась в 20 стадиях от Херонии и в 7 от Давлиды, но последнее расстояние почти наверняка является ошибочным. Руины в деревне Айос-Власиос, которые явно принадлежат Панопее, находятся примерно в 20 стадиях от Херонеи, но в 27 стадиях от Давлиды.
Панопея была очень древним городом, который, согласно древнегреческой мифологии, первоначально населяли флегии. Согласно Страбону он был основан Панопеем. Гомер упомянул Панопею в каталоге кораблей в «Илиаде». Схедий, царь Панопеи, со своим братом были вождями фокейцев в Троянской войне. Панопея также была известна могилой Тития, который был убит Аполлоном и Артемидой в этом месте за то, что он пытался изнасиловать их мать Лето по пути в Дельфы.
Панопея была разрушена во время греко-персидских войн Ксерксом I в 480 году до н. э. В 395 году до н. э. её территория была разграблена беотийцами, которые попытались захватить город, но смогли взять силой только его окрестности. В 346 году до н. э. Панопея была снова разрушена Филиппом II Македонским в конце Третьей Священной войны. Город был взят римлянами в 198 году до н. э. при первой же атаке; и был разрушен в третий раз в период военного конфликта между Суллой и Архелаем, полководцем Митридата VI Понтийского, в I веке до н. э.
Павсаний утверждал, что город имел 7 стадий в окружности, но в его время он состоял только из нескольких жилищ, расположенных на берегу реки. По крайней мере до XIX века на скалистых высотах над Айос-Власиосом сохранялись значительные остатки древних стен. Каменная кладка относилась к различным периодам, как и следовало ожидать, учитывая неоднократные разрушения города. От гробницы Тития, которая, по словам Павсания, занимала 1/3 стадия в окружности и стояла на берегу реки, не осталось никаких следов. Павсаний также упомянул на стороне Священного пути здание из необожженного кирпича, где была статуя из пентелического мрамора, которая, как предполагалось, предназначалась либо для Прометея, либо для Асклепия. По некоторым поверьям Прометей создал человеческий род из песчаных скал в окрестностях Панопеи, которые до сих пор пахнут человеческой плотью.